# هاوارد جونز
هاوارد جونز (به انگلیسی: Howard Jones) متولد ۲۰ ژوئیه ۱۹۷۰، (۲۹ تیر ۱۳۴۹) در کلمبوس، اوهایو خواننده گروه‌ه متال‌کور ماساچوستی کیلسوئیچ انگیج بود. صدای هاوارد دارای گستره صوتی باریتون بالایی است.